# Duga (Nikšić)
Pour les articles homonymes, voir Duga.
Duga (en serbe cyrillique: Дуга) est un village de l'ouest du Monténégro, dans la municipalité de Nikšić.

## Démographie

### Évolution historique de la population[1]
| 1948 | 1953 | 1961 | 1971 | 1981 | 1991 | 2003 |
| ---- | ---- | ---- | ---- | ---- | ---- | ---- |
| 388  | 405  | 433  | 410  | 271  | 186  | 98   |